# Großkolumbianische Farben

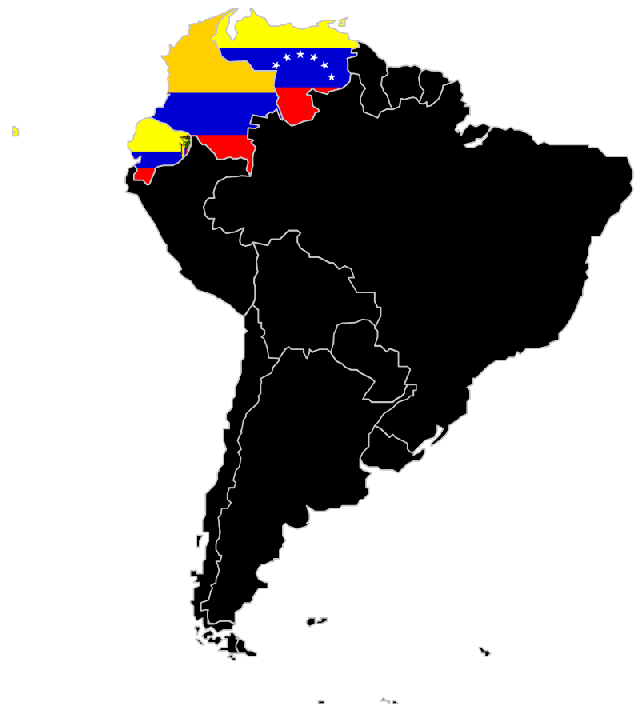
Großkolumbien (ohne Panama)

Die Großkolumbianischen Farben sind die Farben Gelb-Blau-Rot; die in den Nationalflaggen der südamerikanischen Staaten Venezuela (siehe auch Flagge Venezuelas), Kolumbien (siehe auch Flagge Kolumbiens) und Ecuador (siehe auch Flagge Ecuadors) geführt werden.
Die Farben Gelb-Blau-Rot haben ihren Ursprung im Freiheitskampf gegen die Spanier, den in Venezuela General Francisco de Miranda im Jahr 1810 unter einer gelb-blau-roten Fahne anfachte. Die revolutionären Farben wurden 1819 die Farben der von Simon Bolivar begründeten groß-kolumbianischen Republik, die sich aus Venezuela, Kolumbien und Ecuador zusammensetzte und bis 1830 Bestand hatte.
Dennoch behielten die nunmehr selbständigen Einzelstaaten die großkolumbianischen Farben für ihre Nationalsymbole bei.
Die Flaggen von Kolumbien und Ecuador sind prinzipiell gleich; in beiden ist von den waagerecht angeordneten Farbstreifen der obere, gelbe doppelt so breit wie die übrigen; Kolumbien führt die Nationalflagge ohne Beizeichen. Ecuador setzt sein Staatswappen in die Mitte. Venezuela benutzte als Unterscheidungszeichen acht bogenförmig aneinander gereihte Sterne (ursprünglich sieben für die sieben Provinzen, die die Unabhängigkeitserklärung unterzeichneten; seit 2006 mit einem achten für Guyana entsprechend dem ursprünglichen Vorschlag Simon Bolivars).

## Flaggengalerie

Venezuela
Kolumbien
Ecuador
Großkolumbien 1821–1830
Entwurf für die Flagge von Panama
Neugranada (Vorgänger von Großkolumbien)

Siehe auch: Zentralamerikanische Farben, Großkolumbien